# مری فوزسی
مری فوزسی (به انگلیسی: Mary Fuzesi) ژیمناست زادهٔ ۲۱ فوریهٔ ۱۹۷۴ میلادی اهل کشور کانادا است.